# 八八式7.5公分高射炮
八八式7.5公分高射炮（日文：八八式七糎半野戦高射砲）是日本帝國陸軍在1920年代後半葉開發的高射炮，定型时可以媲美欧陆同期的技术水平。但日本在1940年代二戰爆發時仍將它作為主要野戰防空武器，直到二戰結束前都沒有新型號的產量足以完全取代此型武器。日軍投降後，有不少該型火炮在中國大陸戰場繼續使用，直到1950年代初才完全汰除。

## 簡介

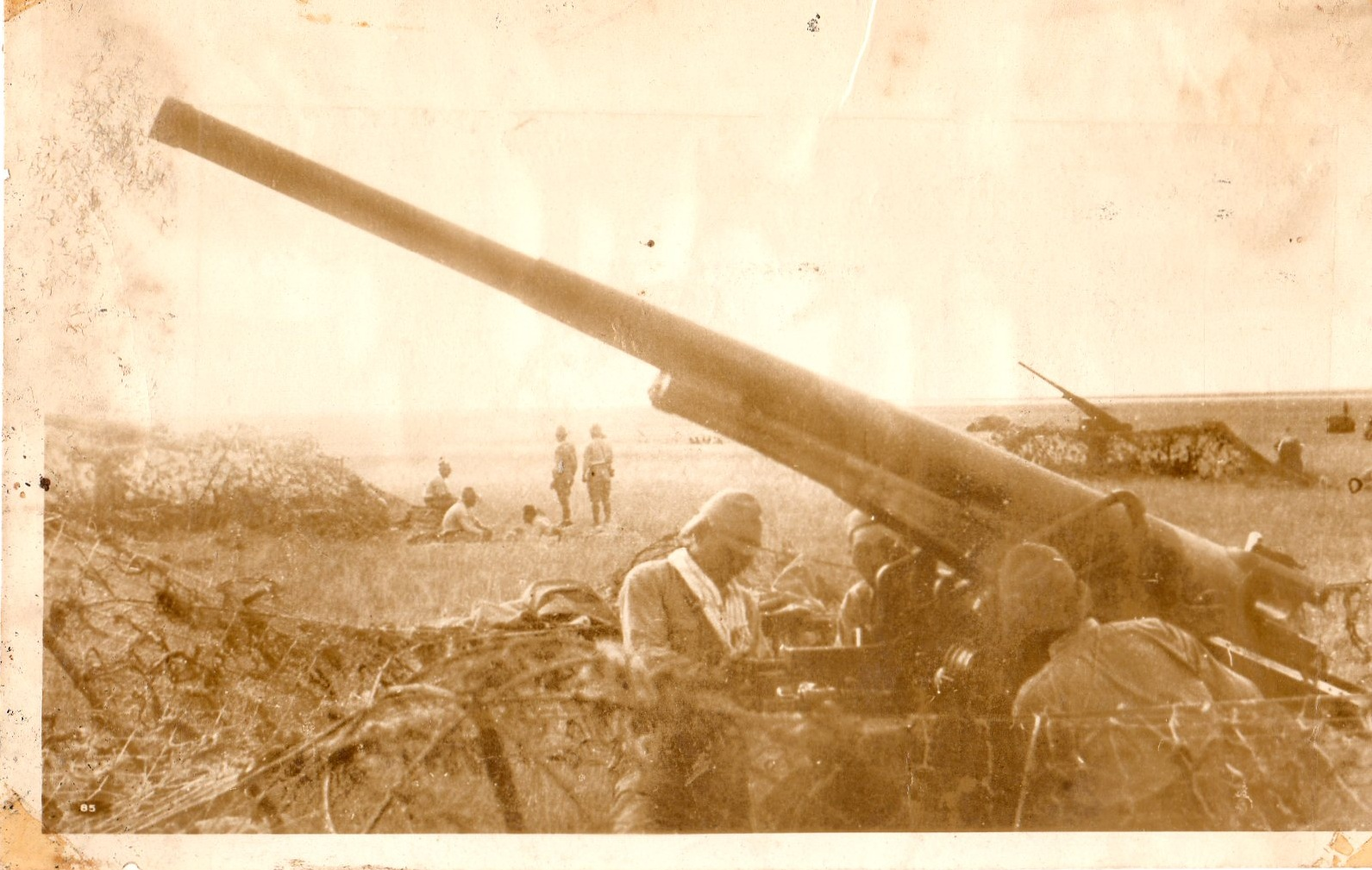
日本帝国陆军第一师团第2高射炮兵团的一个八八式高射炮连。

八八式用来替换1920年初研製的十一式7.5公分高射炮，在精度和射程上得到很大改善。
日本帝國陸軍在第一次世界大戰攻佔青島時與德國軍機交戰經驗促使他們研發可掩護野戰部隊的高射炮，然而1920年代初服役的型號性能並不如預期，產量均不滿百門，但當時日本有近40萬的陸軍，對野戰防空需求十分急迫；1925年8月18日所發函之「甲第218號」文開始研發下一代高射炮，原型製造則委託大阪砲兵工廠負責。日本陸軍在设计时仔细评估、参照了第一次世界大战时期国外各型高射炮的技术特性。1926年2月15日之「陸普第644號」令開發研製新一代高射炮，1926年4月首門原型炮出廠；1927年開始在陸軍野戰砲兵學校測試，1928年初定型稱「八八式七糎野戦高射砲」，搭配一同服役的還有國產高射計算機（八八式高射照準具），當年为和历2588年，故得名。 

## 设计
驻退复进机采水气压变後座式。安装在中央底座上。有五条助锄，炮脚都可单独调节水平。牵引时助锄分前方与後方紧闭，前方联结牵引车。
瞄准装置沿用九〇式三米测高机、九〇式航速测定机、九〇式高射算定具。
炮组在炮长以外设12名炮手：
- 一炮手：方向
- 二炮手：信管扇形板
- 三炮手：方向修正圆筒
- 四炮手：高低
- 五炮手：高角扇形板
- 六炮手：高低修正 圆筒
- 七炮手：航路角
- 八炮手：发射拉绳
- 九炮手：装填
- 十炮手：信管调定
- 十一炮手：弹药递交
- 十二炮手：补助高低修正（刻度）圆板。

## 作战使用

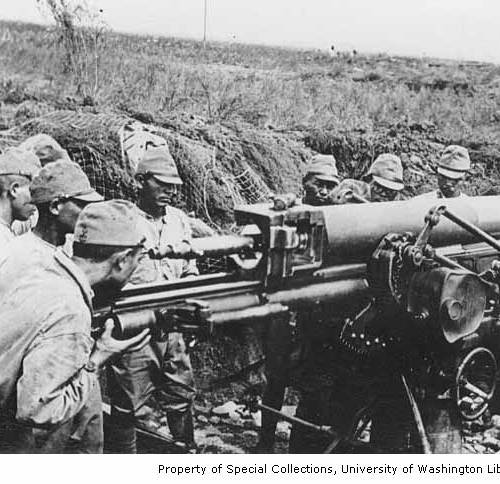
1943年阿图岛上的海岸高射炮兵。

每个炮连4门炮。 日军用于日本入侵满洲, 蘇日邊界衝突与中国抗日战争，及太平洋战争的野战防空。 在硫磺岛战役与沖繩島戰役，使用穿甲弹打击美军的M4谢尔曼坦克。
在日本本土防空作战中，该高射炮有效射高仅7,250（23,790英尺），使其无法打击美军巡航作战高度9,710（31,860英尺）的B-29超級堡壘轟炸機。

### 在中华民国国民革命军的装备使用
驻北平的国军高射炮第三团，编有2个日式75炮营、1个德式57炮营，1个加拿大40机关炮营。1949年1月随北平和平解放被解放军改编为华北军区高射炮兵第6团部队。

### 在中国人民解放军中的装备使用
1946年8月东北民主联军炮兵学校于牡丹江市成立了高射炮大队，装备日制八八式75毫米高炮，缺少高炮炮镜就用38野炮炮镜應付。1947年3月份，大队改编为高射炮第一团，辖3个高射炮连。1947年11月7日在牡丹江市谢家沟营区，增编装备了骡马辕引的日制九八式20毫米防空机关炮的第2营、装备八八式75毫米高射炮的第3营。参加了三下江南作战、在哈尔滨、佳木斯、牡丹江、吉林市、丰满水电站等的要地防空作战；围困长春打敌空投补给作战，于1948年3月10日击落一架C-47运输机。辽沈战役时在大郑铁路的西辽河通江口铁路大桥防空、郑家屯铁路枢纽防空作战。沈阳解放后，第2营移交给炮一师，重新组建了装备75高炮的第二营。平津战役解放天津时地面炮群和前沿部队的对空掩护任务。1949年2月3日和平解放北平入城仪式时，团部与第2、第3连及其高炮、汽车装备参加了入城分列式、3月25日在北平西郊机场接受毛泽东、朱德的检阅阅兵式。1949年还南下担负了武汉防空、广州防空作战。1950年春参加解放海南岛战役在徐闻海岸对空掩护集结的部队与船团。1950年10月18日在宽甸县长甸河口过鸭绿江参加抗美援朝，该团第二营留在了江北岸掩护渡口与铁路桥。第一次战役时，中国人民志愿军仅有高炮第一团的第1、第3营的两个营南下至云山一带担任野战防空，因而美机对地轰炸扫射非常疯狂，超低空飞行经常降低至距地面十几米号称“电线杆子高度”，志愿军高射炮设在山包上往往只能进行平射，很难发挥作用。第二次战役结束后，高炮一团使用的日制八八式75毫米高炮性能严重过时，该团于1951年1月初回国到达锦州，扩编为炮兵第61师与第62师。每个师辖1个装备苏式85毫米高射炮的团与2个装备苏式37毫米高射炮的团。
1945年11月，八路军冀东第16军分区曾克林部挺进东北后，在辽东本溪宫园利用伪满军掩护本溪工业区对抗美军轰炸的一个高炮连阵地上4门八八式高炮，组建中共第一支高炮部队——“辽东军区十六军分区高炮大队”，至1946年3月组建了1个高炮连（八八式高炮4门）、2个高射机枪连（装备8门德造高平兩用砲、两门20毫米巴拉德两用机关炮）和1个地炮连（2门90式野炮），各型火炮与高机15门（挺）。改编为辽东军区直属炮兵团，参加了新开岭战斗。1947年11月在进攻梅河口战斗中，使用巴拉德两用机关炮击落一架P-51，是解放军高炮部队首个击落记录。1948年4月，该团的两个高炮营改编为东北人民解放军高射炮兵第二团。 
第四野战军特种兵纵队高射炮指挥所于1948年11月在沈阳成立。利用沈阳城内缴获的八八式高射炮，于1948年12月组建了高射炮第三团。

### 可比较的同代武器
- 英国QF 3 inch 20 cwt（英语：QF 3 inch 20 cwt）
- 美国3-inch M1918 gun（英语：3-inch M1918 gun）
- 沙俄1914/15年式76毫米高射炮

## 弹药
- 高射专用炮弹
  - 九〇式高射尖鋭弾 - 八九式尖鋭高射信管を使用する高射専用弾。弾薬筒重量8.96 kg ，弹头重6.52 kg。
- 榴弹
  - 九〇式榴弾 - 八八式瞬発信管もしくは八八式遅発信管を使用する榴弾。砲弾重量6.35kg。弾薬筒重量8.72kg。
  - 九〇式尖鋭弾 - 八九式瞬発信管「野山加」を使用する遠距離射撃用榴弾。砲弾重量6.52kg。弾薬筒重量8.57 kg。
  - 九四式榴弾 - 八八式瞬発信管もしくは八八式遅発信管を使用する榴弾。砲弾重量6.02kg。弾薬筒重量7.74kg。九〇式榴弾に比べ威力は劣るものの製造コスト、射程、射撃精度が向上した。* 破甲弹
  - 九五式破甲榴弾 - 対戦車用的徹甲榴弾(AP-HE)。砲弾重量6.2 kg。貫徹力为65mm/1000m。
  - 一式徹甲弾 - 九五式破甲榴弾为基础研发的新型的対戦車用徹甲榴弾(AP-HE)。
- 其它
  - 九〇式照明弾 - 五年式複動信管「修」、「加」を使用する照明弾。弾薬筒重量7.11kg。